# Беријев А-60
Бериев А-60 је совјетски, или руски авион: летећа ласерска лабораторија. Авион је базиран на транспортном авиону Иљушин Ил-76МД, први пут је полетео 1978., и одмах је ушао у употребу.

## Пројектовање и развој
Седамдесетих година двадесетог века Совјети су развили стабилни ласерски уређај који се могао употребити у војне сврхе. Већ 1977. године дат је налог да се формира посебана ваздухопловна организација за развој ваздушне ласерске технологије за совјетску војску. Тако је формиран ТАНТК Беријев у фабрици машина у Таганрогу (при ОКБ Берлијеву).
Сврха је била да се реше сложени научни и инжењерски проблеми у вези са стварањем ваздушног ласера, као и да се олакша истраживање дистрибуције зрака у горњим слојевима атмосфере. Рад на овој теми одвијао се уз широку сарадњу између предузећа и научних организација СССР-а, али је основни партнер ОКБ био ЦКБ Алмаз на челу са Б.В. Бункином. Као резултат те сарадње направљена је тестна платформа, означену као "1А" заснована на тешком транспортном авиону Иљушин Ил-76МД.
Због комплексности ласерског система и његовог смештаја у авион, Ил-76МД је морао да претрпи драстичне измене, што је значајно променило изглед авиона а огледало се у следећем:
1. У кљуну авиона уместо радара и навигатора, уграђен је нишански уређај.
2. Горњи део трупа између крила и кобилице замењен је великим испупчењем који скривају главни ласер који се увлачи.
3. Дуж доње ивице трупа постављене су две велике гондоле: једна са турбогенераторима за напајање ласера а друга са уређајем за елекро напајање авионике и старта мотора.
4. Задња товарна врата су уклоњена.
5. Уклоњена је кабина задњег стрелца[2][3].

## Технички опис
Технички опис је направљен на основу извора
Труп је потпуно металне конструкције, висококрилац носивости од 50 до 60 тона. Пртљажни простор је ширине 3,45 а висине 3,4 m, док је дужина пртљажног простора 24,5 m.  У овај простор је смештена комплетна електронска опрема и посада. Пошто је за рад ласера потребна велика снага, труп авиона са обе стране има проширења у облику гондола и које су са десне стране смештени турбоагрегати за напајање ласера а у леву гондолу је смешена АПА уређај за напајање струјом свих потребних уређаја и обезбеђење снаге за стартовање мотора авиона. Са горње стране трупа (између крила и репа) направљена је избочина која омогућава правилно функционисање ласера.
Погонска група се састоји од четири млазна мотора Соловјев Д-30КП потиска 117,68 kN који су постављени на гондолама испод крила. Мотори су опремљени уређајима за контра потисак (реверзибилни залистак-кашика) који се користе при кочењу авиона на писти.
Крило се састоји од средишњег дела и два конзолна дела крила, два полу-крила. По облику крило је стреласто, трапезастог облика са две рамењаче, попуно металне израде и основне (носеће) конструкције и облоге. Испод крила се налазе гондоле за смештај мотора. Крила су опремљена закрилацима који се налазе дуж целог распона крила, спојлерима и елеронима.
Репне површине се састоје од хоризонталног и вертикалног стабилизатора. Реп авиона је у облику слова Т. Хоризонтална репна површина је подесива у лету и састоји се од стабилизатора и кормила дубине. Вертикални реп се састоји од вертикалног стабилизатора и кормила правца. На кормилу правца је уграђен тример-серво компензатор.
Авион има стајни трап система трицикл, предња носна нога има четири точка са гумама ниског притиска а задње ноге које представљају и основне, се налазе испод трупа авиона и свака има по 8 точкова са нископритисним гумама. Авион има укупно 20 точкова који му омогућавају безбедно слетање и на лоше припремљеним пистама.

## Верзије
Није постојало различитих верзија овог авиона.

## Оперативно коришћење
Направљена су два прототипа овог авиона. Први прототип назван 1А- је први пут полетео 19. августа 1981. године. Активан рад на летним испитивањима ваздушне ласерске инсталације почео је 1983. године, након што су завршена фабричка и стационарна испитивања. Године 1984. А-60 је успешно погодио ваздушну мету ласером. Извршено је неколико десетина летова како би се користила ласерска инсталација гађајући мету – стратосферски балон који се налазио на висини од 30-40 км. Такође је извршено и гађање авиона МиГ-21бис. Овај авион је изгорео за време радова одржавања 1989. године. 
Други прототип назван 1А2- је први пут полетео 29. августа 1991. године. Авион је био опремљен новом опремом која је напревљена на основу искуства добијених тестирањен авиона 1А. Овај авион је летео све до 1993. Распадом Совјетског Савеза, када због недостатка финансијких средстава је обустављен пројект развоја ласерског оружја а авион Беријев А-60 приземљен. Обнављање рада на овом пројекту уследило је 2003. године.

## Земље које су користиле авион
- СССР
- Русија